# Sanna (dopływ Innu)
Sanna – górska rzeka lodowcowa w Alpach, Austrii, Tyrolu, na terenie powiatu Landeck, będąca dopływem rzeki Inn o długości 8 km; stanowi połączenie dwóch strumieni: Rosanna i Trisanna. Wpada do Inn obok miasta Landeck. Podlega silnym wahaniom stanu wody po roztopie śniegów (na przełomie maja i czerwca) oraz podczas silnych deszczów. Przepływa przez trzy miejscowości: Pians, Grins i Landeck. W 1996 odbyły się na niej mistrzostwa świata w kajakarstwie górskim.